# Emisferă (geografie)
Emisfera este, în geografie, fiecare dintre cele două jumătăți ale globului terestru, mărginite de Ecuator: emisfera nordică sau boreală și cea sudică sau australă. Într-o accepție mai largă, aceasta este orice semisferă a globului pământesc caracterizată de unele proprietăți speciale, ca de exemplu emisferele uscatului și apei.

## Tipuri de emisfere

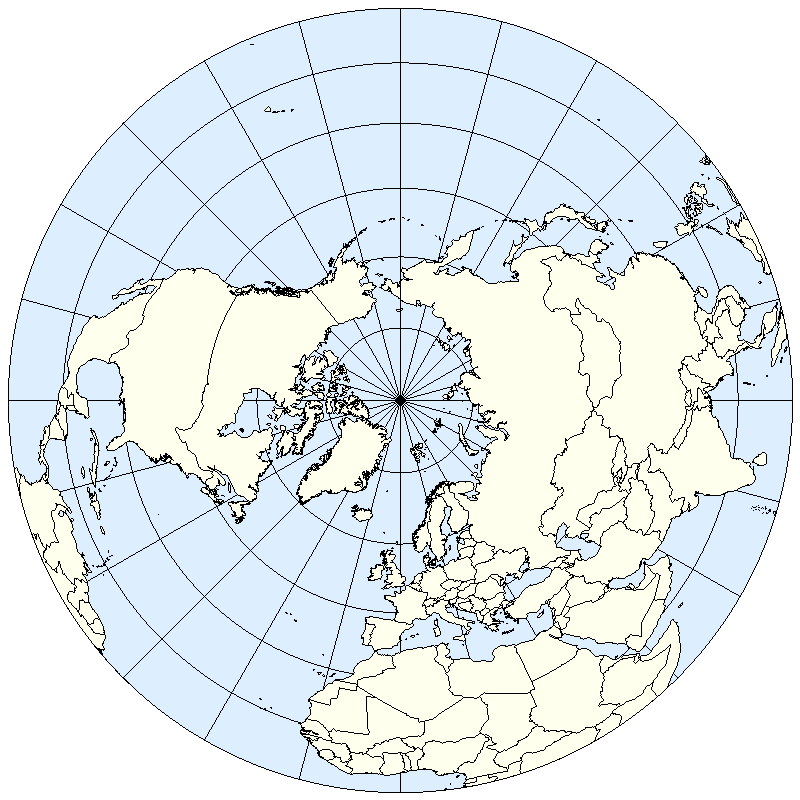
Nordică
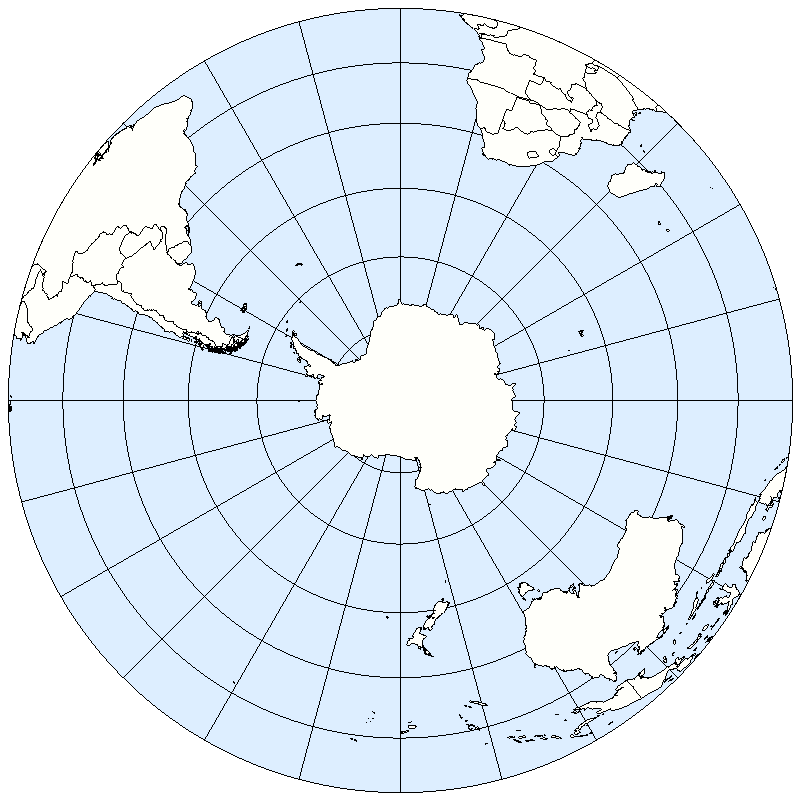
Sudică
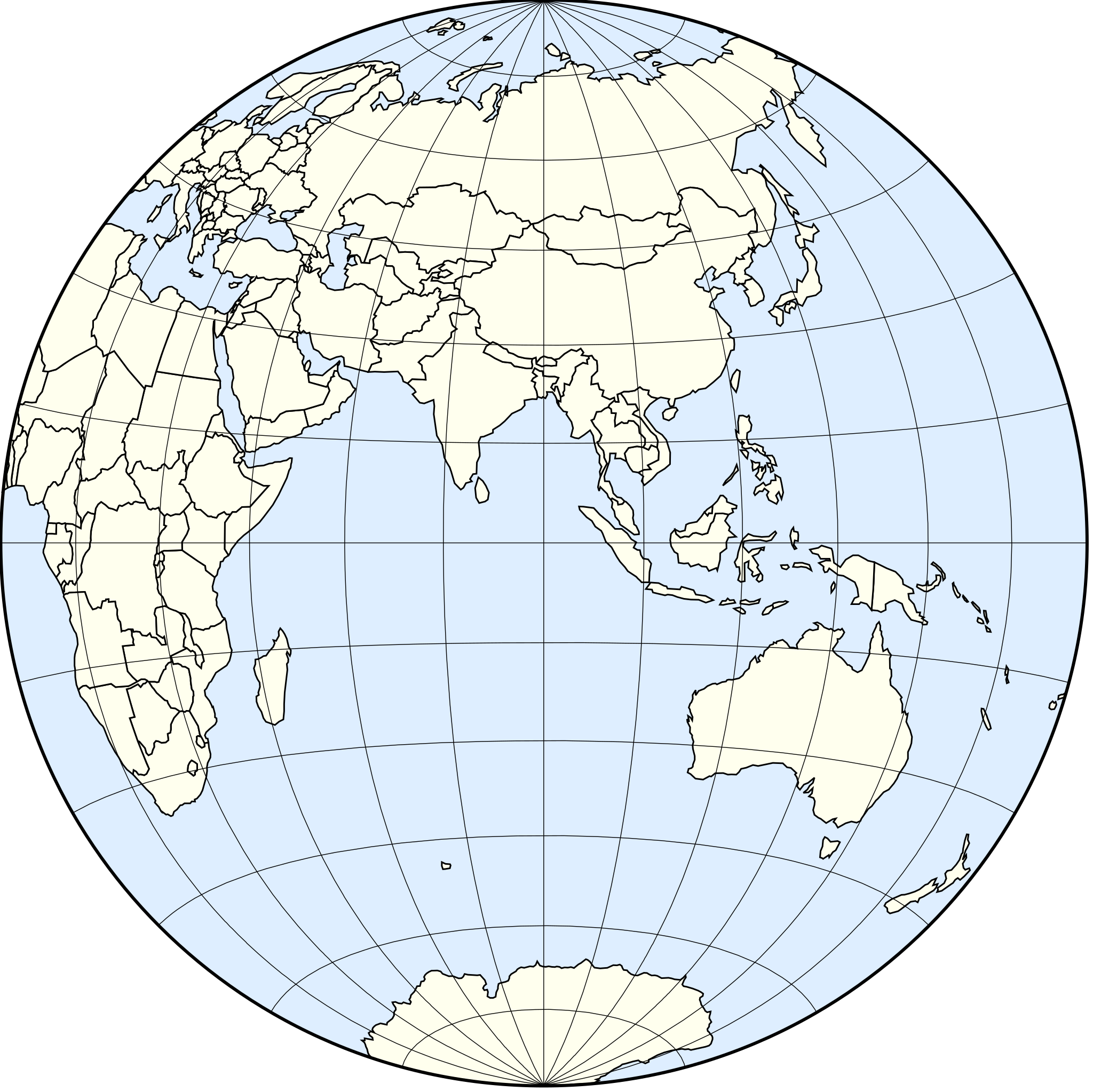
Estică
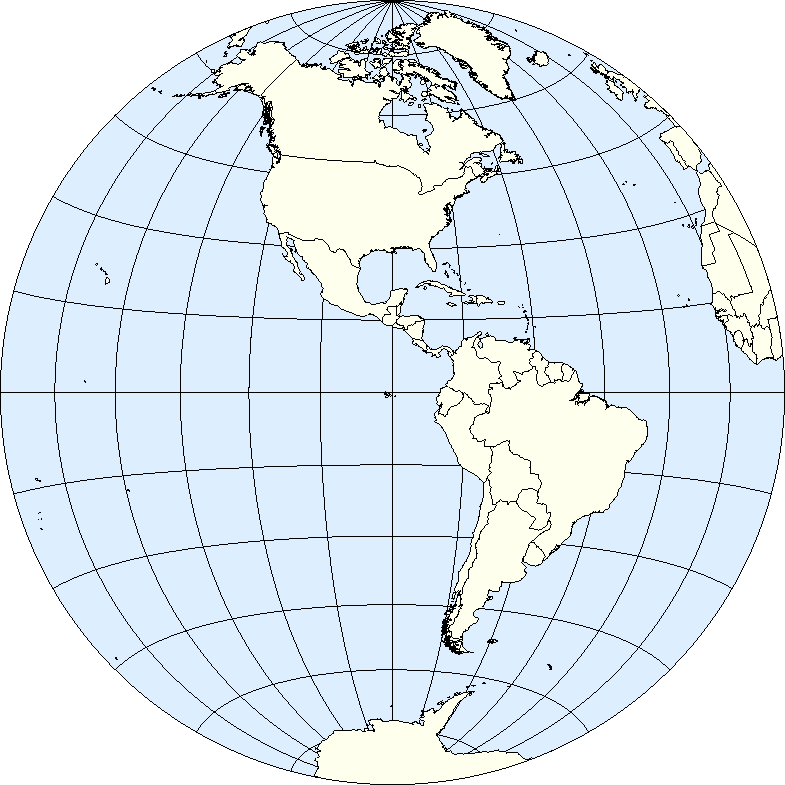
Vestică
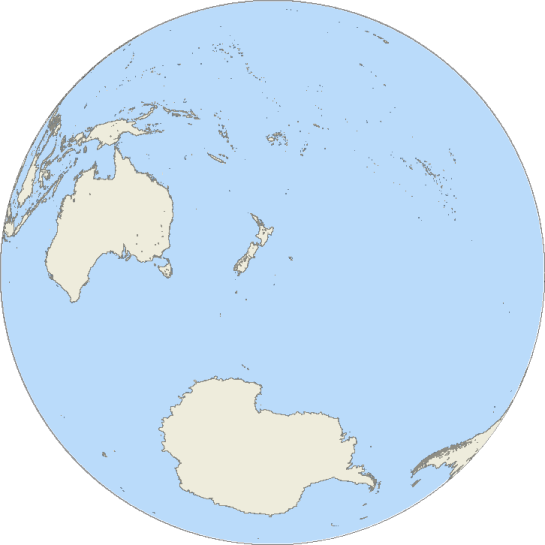
Apei
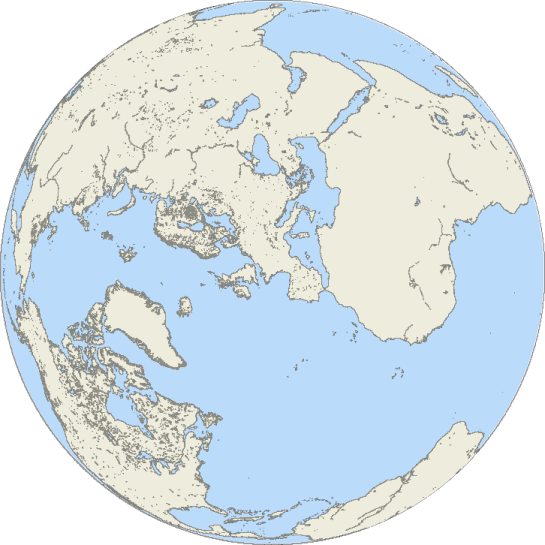
Uscatului